# Jim McDowall
James Cowan „Jim“ McDowall (* 25. Oktober 1940 in Glasgow; † 31. Oktober 2020 in Derbyshire) war ein schottischer Fußballspieler. Der Torhüter spielte den Großteil seiner Laufbahn in englischen Spielklassen.

## Karriere
McDowall, der in Schottland Ende der 1950er im Junior Football für die Baillieston Juniors spielte, kam im Sommer 1959 mit dem Ruf, insbesondere ein sicherer Fänger von hohen Bällen zu sein, zum englischen Viertligisten Notts County. Im September 1959 erhielt nach einem einmonatigen Probetraining einen Vertrag als Teilzeitprofi. Hinter Stammtorhüter George Smith, der während der zwei Jahre von McDowalls Vereinszugehörigkeit sämtliche Pflichtspiele im Team von Trainer Frank Hill bestritt, blieb der junge schottische Torhüter auf Einsätze im Reserveteam beschränkt. Im Februar 1960 urteilte der Korrespondent über die Leistungen von McDowall und des zweiten Ersatztorhüters Mick Stone, dass diese „nicht konstant gut genug“ seien.
Zu Beginn der Saison 1961/62 spielte er in insgesamt 21 Pflichtspielen für Boston United mit Spielbetrieb in der Central Alliance, bevor er im Dezember 1961 wenige Tage nach einem Spiel gegen die Reserve von Scunthorpe United für eine Ablöse von 500 £ zu eben diesem Klub wechselte und damit in die zweithöchste englische Spielklasse gelangte. In seinem einzigen Pflichtspieleinsatz für Scunthorpes erste Mannschaft erlebte er am 3. März 1962 eine 4:6-Niederlage beim FC Southampton, die Torhüterposition war ansonsten von Ken Jones besetzt.
In der Folge war er jahrelang in der Midland League aktiv, spielte dort für Gainsborough Trinity, ab 1965 für zwei Jahre für den FC Grantham und ab 1967 für Heanor Town. Mit Grantham erreichte er im FA Cup 1965/66 die zweite Hauptrunde, in der man gegen Swindon Town mit 1:6 unterlag. In der Saison 1964/65 war er zudem in der Lincolnshire League für Brigg Town aktiv.